# Miyazaki Kiwara
Kiwara Miyazaki (宮崎 幾笑 Miyazaki, Kiwara, sinh ngày 17 tháng 2 năm 1998) là một cầu thủ bóng đá người Nhật Bản thi đấu ở vị trí tiền vệ cho câu lạc bộ tại J2 League Zweigen Kanazawa, cho mượn từ Albirex Niigata.

## Sự nghiệp câu lạc bộ
Miyazaki tốt nghiệp từ Albirex Niigata, khi gia nhập câu lạc bộ lúc 15 tuổi và được thưởng một bản hợp đồng chuyên nghiệp vào ngày 8 tháng 5 năm 2015. Anh có màn ra mắt ngày 7 tháng 11 năm 2015, ra sân với tư cách dự bị trong thất bại 2–0 trên sân nhà trước Shonan Bellmare.
Vào tháng 12 năm 2016, Miyazaki được cho mượn đến đội bóng tại J2 League Zweigen Kanazawa cho mùa giải 2017.

## Thống kê câu lạc bộ
Cập nhật đến ngày 23 tháng 2 năm 2018.
| Thành tích câu lạc bộ | Thành tích câu lạc bộ | Thành tích câu lạc bộ | Giải vô địch | Giải vô địch | Cúp                   | Cúp                   | Cúp Liên đoàn | Cúp Liên đoàn | Tổng cộng | Tổng cộng |
| Mùa giải              | Câu lạc bộ            | Giải vô địch          | Số trận      | Bàn thắng    | Số trận               | Bàn thắng             | Số trận       | Bàn thắng     | Số trận   | Bàn thắng |
| Nhật Bản              | Nhật Bản              | Nhật Bản              | Giải vô địch | Giải vô địch | Cúp Hoàng đế Nhật Bản | Cúp Hoàng đế Nhật Bản | J. League Cup | J. League Cup | Tổng cộng | Tổng cộng |
| --------------------- | --------------------- | --------------------- | ------------ | ------------ | --------------------- | --------------------- | ------------- | ------------- | --------- | --------- |
| 2015                  | Albirex Niigata       | J1 League             | 1            | 0            | 2                     | 0                     | 0             | 0             | 3         | 0         |
| 2016                  | Albirex Niigata       | J1 League             | 0            | 0            | 1                     | 0                     | 1             | 0             | 2         | 0         |
| 2017                  | Zweigen Kanazawa      | J2 League             | 35           | 1            | 2                     | 1                     | 0             | 0             | 37        | 6         |
| Tổng                  | Tổng                  | Tổng                  | 36           | 1            | 5                     | 1                     | 1             | 0             | 42        | 6         |